# ورزش موتورسواری
ورزش موتورسواری یک حوزه وسیع است که همه جنبه‌های ورزشی موتورسواری را در بر می‌گیرد.
مسابقات موتورسواری دارای انواع متعددی هستند. این مسابقات می‌توانند در استادیوم‌ها، پیست‌های موتورسواری، جاده‌ها یا به‌صورت مسابقات آف‌رود (خارج از جاده) انجام شوند.

## مسابقات پیست
این مسابقات عموماً در یک پیست بیضی‌شکل انجام شده و دارای انواع و سطوح مختلفی هستند.

## رالی
رالی موتورسیکلت‌ها در جاده‌های عمومی برگزار شده و نیازمند مسیریابی مناسب است. در این رشته، رقبا باید در حالی‌که همچنان از قوانین موتورسواری جاده‌ها اطاعت می‌کنند از تعدادی ایست و بازرسی در مکان‌های مختلف جغرافیایی عبور کنند. (با مسابقات اتومبیل‌رانی مانند رالی قهرمانی جهان اشتباه گرفته نشود).

## سرعت در جاده
در مسابقات سرعت در جاده یا Speedway، موتورسیکلت‌ها تنها دارای یک دنده هستند و ترمز ندارند.

## سایر رشته‌ها

### موتورکراس آزاد
در مسابقات موتورکراس، امتیازات، بر اساس توانایی حرکات آکروباتیک موتورسوارها در هنگام پرش در یک زمین ناهموار در نظر گرفته می‌شوند. این مسابقات در دو سطح آماتور و حرفه ای برگزار می‌شوند.

### موتورسیکلت تریال

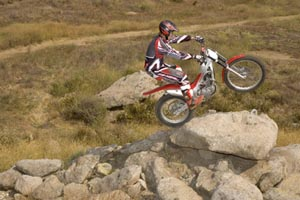
مسابقات موتورسیکلت تریال، معمولاً در زمین‌های سنگی انجام می‌شود

موتور تریال یک آزمون مهارت و تسلط در راندن یک موتورسیکلت است که به موجب آن، موتورسوار سعی می‌کند بدون گذاشتن پا بر روی زمین (و به‌طور سنتی، هر چند نه همیشه، بدون توقف) از مسیری دشوار و ناهموار عبور کند. برنده در این رشته، موتورسواری است که کمترین امتیاز مجازات را داشته باشد.

### موتوربال (چوگان با موتورسیکلت)
موتوربال شبیه فوتبال است، اما همه بازیکنان (به جز دروازه‌بان‌ها) موتورسواری می‌کنند و توپ آن بسیار بزرگ‌تر از توپ فوتبال است. این مسابقات برای نخستین بار در اواسط دهه ۱۹۳۰ به عنوان یک ورزش رسمی سازماندهی شده و آغاز شد.

### صعود از تپه
این مسابقات در آمریکا معمولاً در خارج از جاده برگزار می‌شود و موتورسوار سعی می‌کند از تپه‌ای با شیب بالا، (اغلب ۴۵ درجه یا بیشتر) بالا برود. موتورسواری که در کوتاه‌ترین زمان به قله برسد برنده می‌شود. موتورسیکلت مورد استفاده در دهه‌های اولیه مدل ۴۵ اینچ مکعبی هارلی-دیویدسن بود که به دلیل گشتاور بالای آن در دورهای پایین، استفاده می‌شد. برای سال‌ها مسابقات ملی این رشته در آمریکا در کوه گارفیلد در نزدیکی ماسکگون، میشیگان برگزار می‌شد.

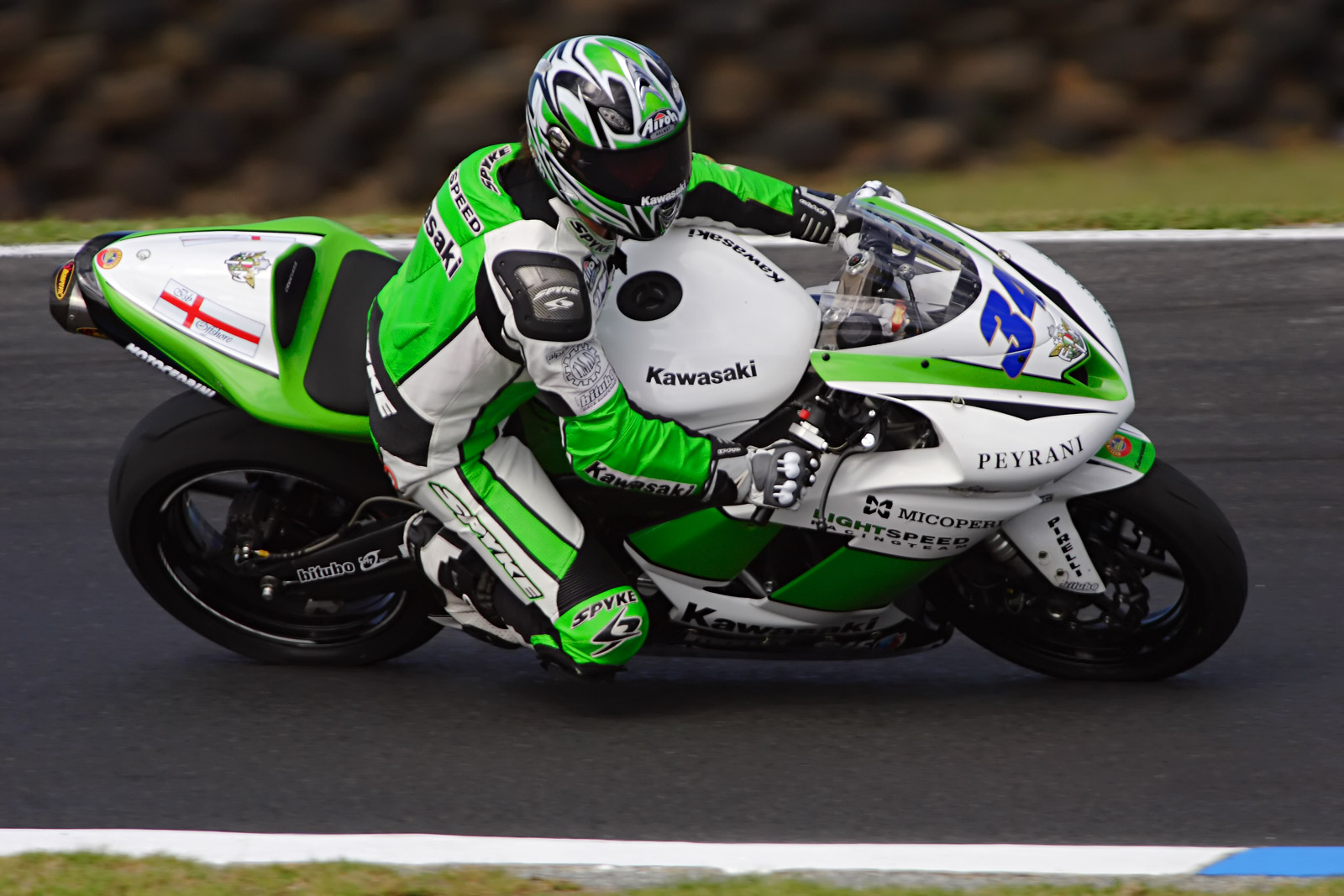
یک موتور سوپر اسپورت در پیست جایزه بزرگ جزیره فیلیپ